# La Vida Bohème
La Vida Bohème é uma banda venezuelana de indie rock formada em 2006 na cidade de Caracas.

## História
A banda foi formada em 2006 por quatro jovens estudantes do ensino médio: Henry  (guitarra e vocal), Daniel  (guitarra), Moises Enghelberg (bateria),  substituído logo depois por Sebastian, e Rafael (baixo). O nome da banda é uma referência  La Bohème, ópera de Giacomo Puccini  baseada no livro de Henri Murger, Scènes de la vie de bohème ("Cenas da vida de boêmia").
Em 2007, o grupo apresentou-se em vários eventos e festivais. Naquele ano, foi lançada a sua primeira produção, La Vida Bohème EP, que continha três faixas e foi distribuída livremente através do  netlabel Fanzinatra.
O ano seguinte trouxe amplo reconhecimento ao grupo, que venceu o  mais famoso festival venezuelano de bandas  - o Festival Nuevas Bandas.
Desde então, começou uma exposição contínua do grupo nos meios de comunicação, destacando-se o som e a estética que mostraram em suas apresentações.  Pouco depois,  a banda participa, como convidada especial, da Motorokr Band Latinoamérica,  na cadeia Fox Latino.
Em 2010 saiu o primeiro videoclip de La Vida Bohème, com a canção "Radio Capital", promovendo o que viria a ser seu primeiro álbum, intitulado "Nuestra", gravado e produzido na Venezuela por Rudy Pagliuca (guitarrista da Venezuela da banda  Malanga), mixado por Lionel Carmona e masterizado na Argentina, por Andrés Mayo. Também ficou disponível para  download gratuito a partir de fevereiro de 2010 mas, desta vez, no site da gravadora All of The Above. Em agosto do mesmo ano, o grupo lançou uma edição limitada de "Nuestra", em cd físico. Seu primeiro single foi um hit em seu país de origem mas  também promoveu a banda  internacionalmente,  o que resultou em duas nomeações para os Prémios Grammy, na 12ª edição dos Grammy Latinos - como  melhor gravação de rock do ano (por seu disco Nuestra) e melhor canção ("Radio Capital").  Em novembro,  a banda  foi indicado ao Grammy  na categoria  Melhor Artista Pop Latino, Rock ou Álbum Urbano. Em 2011, sua canção "El Buen Salvaje" foi usada na trilha sonora do jogo eletrônico FIFA 12 . Já em 2013, a canção "Radio Capital" foi incluída na trilha sonora do jogo Grand Theft Auto V.
Logo que a Nacional Records, o selo de rock latino mais importante dos Estados Unidos, assinou um acordo de distribuição com La Vida Bohème,  a banda foi nomeada para dois Grammy latinos e um Grammy americano.
A banda lançou seu segundo álbum de estúdio,Será, em 2013.

## Integrantes

### Formaçao atual
- Henry D'Arthenay - guitarra, vocales, teclado, sintetizador
- Daniel de Sousa - guitarra, coros, cencerro, percussão
- Sebastián Ayala - bateria, coros
- Rafael Pérez Medina - baixo , coros

### Ex-integrantes
- Moises Enghelberg - bateria

## Discografia

### Álbuns de estúdio
- Nuestra - (2011)
- Será - (2013)

### Compilações
- El Nombre de esta banda es La Vida Bohème  (2014),[4] uma compilação de trabalhos anteriores exclusivamente  para o mercado mexicano.

### EPs
- La Vida Bohème - (2007)

### Coletâneas (vários artistas)
- Amo descubrir canciones: año uno - (2010)
- Fonogramaticos No. 7 - (2010)